# 所さんの家族まるだし
『所さんの家族まるだし』（ところさんのかぞくまるだし）は、1990年5月6日から同年9月30日までテレビ朝日系列局の一部で放送されていたテレビ朝日制作のバラエティ番組、視聴者参加型番組である。放送時間は毎週日曜 12:00 - 12:45 （日本標準時）。

## 出演者
- 所ジョージ
- 石倉三郎
- 西村知美
- かとうれいこ
- NASTY

## コーナー
日曜日は家族そろってボウリング
視聴者の参加家族2チームは、ボウリングのピンの形をした着ぐるみを着る。キャプテンである石倉と西村が相手チームに向けて巨大なボールを転がす。
このゲームで勝利したチームは、次のクイズコーナーで先攻となる。
みんなでまるだせ！BOXクイズ!!
セットの後ろのボックスのA - Gのカーテンの奥にいる人物に因んだクイズが出題される。問題は先攻チームがボックスを選んでクイズに答え、間違えたら後攻チームに回答権が移る形が基本だが、「ギター法師の蜂谷さん」が出ると蜂谷が演奏する曲を当てる早押しクイズとなる。
点数の単位は「億」。得点は基本的に3億だが、6億円娘のかとうれいこが出た場合にはダブルチャンスとなり倍の6億となる。一つだけ「スカ」が入っていて、それが出ると5億が引かれる上に、ボックスを選ぶ権利が相手チームに移ってしまう。ただし、0よりは小さくならない。
勝利チームは賞金10万円を獲得し、さらに海外旅行挑戦ゲームの権利を得られる。
海外旅行挑戦ゲーム
両チームは、細かく刻んだ発泡スチロールが入ったプールの上のベンチに座っている。そして勝利チームは所の最初の言葉に続く、指定された2つのキーワードのどちらかを言う。背もたれの部分に書かれているキーワードを言ったチームのベンチが倒れ、プールにダイブしてしまう。
相手チームのベンチを倒したら海外旅行を獲得できるが、自分のチームを倒してしまうと相手チームが豪華商品を獲得となる。
ビデオ 初体験物語
視聴者の初体験に関するホームビデオを紹介するコーナー。紹介されると豪華賞品を貰えた。
まるだし流 免許皆伝 我が家の掟
視聴者の家族だけで決まっている、あるいは伝わっている掟を、その意味やきっかけと共に紹介するコーナー。紹介されると番組特製のテレホンカード「所さんのまるだしテレカ」を貰えた。

## スタッフ
- 構成：妹尾匡夫、笠博勝、三木聡
- ブレーン：堀田延
- 技術：テイクシステムズ
- SW：本郷勝則
- カメラ：田中雅積
- 音声：中村政夫
- VE：宮越直幸
- PA：ロッコウプロモーション
- 照明：加無木克志、共立
- 効果：中村充（TSP）
- デザイン：宇家譲二
- 美術進行：佐々木良
- 大道具：山本一夫
- 小道具：佐々木勝也
- 電飾：笹山浩司
- 衣裳：加藤桂子
- 装置：テルミック
- メイク：高橋紀子
- タイトル：竹内謙治
- スタイリスト：OTSU CHAN
- TK：吉条雅美
- 編集：近藤雅明（東北新社）
- MA：三浦和之（東北新社）
- ディレクター：杉村全陽、小出裕子
- プロデューサー：斉藤由雄
- 制作著作：テレビ朝日